# Trigonia laevis
Trigonia laevis là một loài thực vật có hoa trong họ Trigoniaceae. Loài này được Aubl. miêu tả khoa học đầu tiên năm 1775.